# Багана (река)
Багана (Баганка) — река в России, протекает в Татарстане.

## География и гидрология
Река Багана — правобережный приток реки Малый Черемшан. Её устье находится в 151 километре от устья Малого Черемшана, около села Нижняя Кондрата. Длина реки — 13 километров. Площадь водосборного бассейна — 75,7 км².

## Данные водного реестра
По данным государственного водного реестра России, относится к Нижневолжскому бассейновому округу, водохозяйственный участок реки — Большой Черемшан от истока и до устья. Речной бассейн реки — Волга от верхнего Куйбышевского водохранилища до впадения в Каспий.
Код объекта в государственном водном реестре — 11010000412112100005138.